# H. H. Hollis
H. H. Hollis (eigentlich Ben Neal Ramey; geboren am 7. Oktober 1921; gestorben im Mai 1977) war ein amerikanischer Science-Fiction-Autor. Er ist bekannt als Verfasser einer Reihe von Erzählungen, von denen zwei (The Guerrilla Trees und Sword Game) 1969 für den Nebula Award nominiert wurden. Die Erzählung Stoned Counsel wurde in Harlan Ellisons Anthologie Again, Dangerous Visions (1972) aufgenommen.
Im Hauptberuf war Ramey Anwalt in Texas.

## Bibliographie
- Ouled Nail (1966)
- Cybernia (1966)
- The Long, Slow Orbits (1967)
- Travelers Guide to Megahouston (1967)
- The Guerrilla Trees (1968)
- Sword Game (1968, Digitalisat)
  - Deutsch: Spielchen in Topologie und anderen Wissenschaften. In: Brian W. Aldiss, Poul Anderson, Harry Harrison (Hrsg.): Steigen Sie um auf Science Fiction. Kindler, 1972, ISBN 3-463-00510-7. Auch als: Schwertspiel. In: Science-Fiction-Stories 54.	Ullstein 2000 #103 (3187), 1975, ISBN 3-548-03187-0.
- Eeeetz Ch (1968, Digitalisat)
- Too Many People (1971)
  - Deutsch: Zu viele Menschen. In: Science-Fiction-Stories 58. Ullstein 2000 #111 (3222), 1976, ISBN 3-548-03222-2.
- Stoned Counsel (1972)
- Different Angel (1973)
- Every Day in Every Way (1976)
- The Widow Figler Versus Ceramic Gardens of Memory, Inc. (1976)
- Arachne (1976)
- Dark Body (1976)
- Inertia (1976)
- Even Money (1979)